# Neso minuta
Neso minuta är en skalbaggsart som beskrevs av Lea 1926. Neso minuta ingår i släktet Neso och familjen Melolonthidae. Inga underarter finns listade i Catalogue of Life.